# Urgent (Lied)
Urgent ist ein Rocksong der britisch-amerikanischen Band Foreigner. Er wurde von Mick Jones geschrieben und im Juni 1981 vorab als Single aus dem Album 4 ausgekoppelt. Das Stück erreichte in vielen Ländern die Charts und wurde in Kanada und Südafrika ein Nummer-eins-Hit.

## Geschichte
Als Produzenten für das Album 4 holten Foreigner Robert „Mutt“ Lange hinzu, der zu der Zeit unter anderem auch AC/DC produzierte. Da der Keyboarder Al Greenwood die Band vor den Aufnahmen verlassen hatte, engagierte Lange den damals noch unbekannten Thomas Dolby als Studiokeyboarder, der dem Album – und insbesondere Urgent – mit ungewöhnlichen Synthesizersounds eine besondere Note verlieh. Das Saxophon-Solo im Song stammt von Jr. Walker, der zufällig zur Zeit der Aufnahmen ein Konzert in New York gab, und dort von Lou Gramm, einem großen Verehrer Walkers, um einen Beitrag zum Album gebeten wurde. Walker coverte das Lied später selbst; seine Version ist im Film Susan … verzweifelt gesucht zu hören.

## Coverversionen
- 1982: James Last (Non Stop Dancing ’82 – Hits Around the World (B))
- 1983: Jr. Walker
- 1985: Shannon
- 1996: Otto Waalkes (Örtchen)
- 2001: Armand Van Helden (Robots Are Cuming)
- 2001: Alan Clark
- 2005: Stefano Prada
- 2007: Sabrina Setlur (Lauta)